# Peștera Petralona
Cea mai veche urmă de prezență umană în Balcani, datând de circa 270.000 de ani, se găsește în peștera Petralona, din provincia grecească actuală Macedonia. Așezările neolitice din Grecia, datând din mileniul al VII-lea î.Hr.,sunt printre cele mai vechi din Europa, țara aflându-se pe ruta pe care s-a răspândit revoluția agrară din Orientul Apropiat în Europa.